# 一双麻希
一双 麻希（いっそう まき、1989年3月15日 - ）は、日本の女優、ファッションモデル、グラビアアイドル。石川県出身。フロム・ファーストプロダクション　レディバード所属。身長168cm。

## 略歴
- 石川県立金沢錦丘高等学校卒業、4年制大学経済学部卒業[2]。
- 2007年、日本スイムスーツ協会（JSA）キャンペーンモデルに選ばれる[2][3]。
- 2009年、K-1イメージガールのひとりに選ばれる[4]。

## 人物
- 趣味は山登り、キャンプ、料理。
- 特技はバレーボール（中学、高校ではバレーボール部に所属）[2]。

## 出演

### テレビドラマ
- 踊る大捜査線 THE LAST TV サラリーマン刑事と最後の難事件（2012年9月1日、フジテレビ）
- 月曜ゴールデン 十津川警部シリーズ53（2014年10月20日、TBS） - 原田秋子 役
- 相棒 season13 第2話（2014年10月22日、テレビ朝日） - 遠藤かおる 役
- ナポレオンの村 第4話（2015年8月16日、TBS） - 木下つぐみ 役
- 釣りバカ日誌 〜 新入社員 浜崎伝助 〜 第5話（2015年11月20日、テレビ東京） - 看護師 役
- オトナ女子（2015年10月15日 - 12月17日、フジテレビ） - レギュラーエキストラ
- 遺産相続弁護士 柿崎真一（2016年7月7日 - 9月22日、読売テレビ） - マキ 役
- Chef〜三ツ星の給食〜 第2話・第3話・第6話・最終話（2016年10月13日 - 12月15日、フジテレビ） - 秘書みわ 役
- 月曜名作劇場 新・十津川警部シリーズ1（2017年1月23日、TBS） - 原田みゆき 役
- 定年女子 第1話・第2話・第3話（2017年7月16日、NHK BSプレミアム） - 野村かえで 役
- 海月姫（2018年2月5日、フジテレビ） - 桐山琴音の友人 役
- コンフィデンスマンJP 第9話（2018年6月4日、フジテレビ）
- 警視庁ゼロ係 第2話（2018年7月27日、テレビ東京 - 森山美幸 役
- 刑事7人 第6話（2018年8月15日、テレビ朝日） - 三枝真奈美 役
- 遺留捜査 スペシャル（2018年11月11日、テレビ朝日） - 大久保 役
- 山女日記3 第4話（2021年11月7日、NHK BSプレミアム） - メインゲスト 前田美咲 役
- ドクターホワイト 第8話（2022年3月7日、関西テレビ・フジテレビ）
- レンタルなんもしない人 第6話 (2022年5月13日、テレビ東京)
- トクメイ!警視庁特別会計係 第7話（2023年11月27日、関西テレビ・フジテレビ）

### バラエティ
- 志村屋です。「志村診察室」（2009年4月29日、フジテレビ） - ゲスト
- Hometown横浜（2010年、J:COM横浜）
- にっぽんトレッキング100（2019年11月20日、NHK BSプレミアム）
- 吉田類のにっぽん百低山（2022年1月18日、NHK BSプレミアム）
- テントを背負って 南の島に鳥を見に行く (2023年03月13日、NHK BSP/BS4K)
- テントを背負って “幻の花”を見つけに (2023年08月21日、NHK BSP/BS4K)
- 吉田類のにっぽん百低山（2024年8月16日、NHK BSプレミアム）

### ラジオ
- 爆笑問題の日曜サンデー「週末版TBSラジオショッピング」（2009年11月1日・11月29日・12月27日、TBSラジオ） - ショッピングキャスター

### 映画
- 踊る大捜査線 THE FINAL 新たなる希望（2012年9月7日、東宝）
- トレジャーハンター・クミコ（2013年）
- 僕は友達が少ない（2014年2月1日、東映） - 生徒会副会長 役
- コンフィデンスマンJP -ロマンス編-（2019年5月17日、東宝）

### CM
- DeNA - 「アヴァロンの騎士/チェイン 篇」（2013年）
- 花王 - 「ロリエスリムガード」（2014年）
- ピザハット - 「二枚で以上で 篇」（2014年）
- JT - 「想い届ける、ひとのそばに篇」（2014年）
- バスクリン - インセントスカルプGnocchi（2014年）[5]
- サントリー - 「こくしぼり」（2015年)
- アサヒ飲料  - 「十六茶W」（2017年）
- 東京ビューティークリニック  - 「ヘアロス 篇」（2018年）
- エスエス製薬  - 「ハイチオール コラーゲンブライト」（2018年）
- AGAスキンクリニック - 「相談受付中 篇」（2019年）
- 佐川急便  - 「ミッションクリアの理由  篇」（2019年）
- マクドナルド   - 「マックフライポテト　笑顔のそばには　篇」（2020年）
- 小林製薬  - 「コエキュア」（2020年）
- 小林製薬  - 「ハウメル」（2021年）
- 味の素  - 「急げ私。急げアミノサイエンス」（2024年）

### PV
- NICOTINE「JULIET」（2012年、アルバム『GOD of ROCK』所収）
- 三代目J Soul Brothers「花火」（2012年、シングル『0〜ZERO〜』所収）
- 遊助「とうもろこし」（2013年）
- SLOTH「もしも」（2019年）[6]

### DVD
- いっそう好きになる（2008年10月、竹書房）
- 20歳の誓い〜いっそう大人に!〜（2009年3月、イーネット・フロンティア）
- 蜜月〜いっそう近くに〜（2009年6月、ラインコミュニケーションズ）
- 恋、愛、夢 いっそうのこと（2010年2月19日、イーネット・フロンティア）

### 舞台
- 劇団プープージュース 第30回記念公演「革命の家」（2025年1月9日 - 13日、シアターサンモール）[7]